# 장병무기
장병무기(長柄武器, polearm)는 근접전투용 무기의 일종으로서, 상대에게 데미지를 입힐 수 있는 부위(날, 가시, 갈고리 등)에 비하여 매우 긴[長] 자루[柄] 끝에 그 부위가 부착된 무기이다. 글레이브, 할버드, 치도 등이 여기에 속한다.
장병무기의 목적은 사정거리를 늘리고, 각운동량을 증가시켜 무기를 휘둘렀을 때 전달할 수 있는 충격을 극대화하는 것이다. 무기의 전체 부분 중 금속이 차지하는 비중이 상대적으로 적기 때문에 장병무기는 저렴하게 생산할 수 있었고, 많은 시대에 걸쳐 일반 병사나 농민 반란자들의 무기로 애용되었다. 삼지창이나 이지창이 각각 작살과 쇠스랑에서 파생되었듯, 많은 장병무기는 실생활에 사용되는 공구에서 비롯되었다.

## 같이 보기
- 창